# Dubrovačka poma
Dubrovačka poma je ispletena palmina grančica, koja se nosi u crkvu na blagoslov na blagdan Cvjetnice u južnoj Hrvatskoj, naročito oko Dubrovnika. 
"Poma" znači "palma" u dubrovačkom kraju. Pletenje pome zahtijeva vještinu. Srca palmi, tj. mlade grane izrežu se na više dijelova. Listovi se razdvoje u dva dijela i pletu se pletenice. Spleteni dijelovi čvrsto se pridržavaju prstima dok se ostatak plete. Dobro spletena poma ostaje čvrsta i kad se osuši. Za crkvu se čine velike pome od cijele grane palme. Na vrh pome se pričvrsti križ učinjen od dva lista palme.
Cvjetnica se u južnoj Hrvatskoj zove i Palmana nedjelja te Neđeja od pôme u Župi dubrovačkoj. Rano u jutro vjernici su se pripremali, da s pomom i maslinovim grančicama idu u crkvu, da bi ih blagoslovili. Pomu su nosila samo djeca. One obitelji koje nisu imale djece ili su im djeca već odrasla, davali su pome djeci iz susjedstva. Djeci bi bilo drago imati što više poma, jer se na Uskrs djeci darivala pisanica, a onome tko je nosio pomu dali bi dvije. Pome su i u 19. stoljeću bile rijetkost, a i danas su cijenjene zato što se izrađuju samo u južnom dijelu Hrvatske, a malo žena zna kako se pletu. Nakon blagoslova, pome se odnose u pčelinjak, u polje, u staju, a u kući se stavljaju ispred raspela ili svete slike.  Stara, prošlogodišnja, poma po običaju se ne smije baciti u smeće, nego se ili zakapa u zemlju ili se, češće, spaljuje, a pepeo se koristi za pepeljenje na Pepelnicu.
Hrvatska pošta je pustila u optjecaj poštansku marku na temu Uskrsa s motivom dubrovačke pome 11. ožujka 2013. godine. Autorica prigodne poštanske marke je zagrebačka dizajnerica Alenka Lalić.